# 楚聲王
楚聲王（？—前402年），又称聲桓王，原名熊當，楚簡王之子。在位僅六年，社會動盪不安、國事積弊日深。楚声王爲“盜”所殺，死后太子疑和王子定争位，最后太子疑继位为楚悼王，王子定出奔魏国。

## 夫人
- 曾姬无恤[2]